# Anahit
Ne doit pas être confondu avec Anahit (revue littéraire).

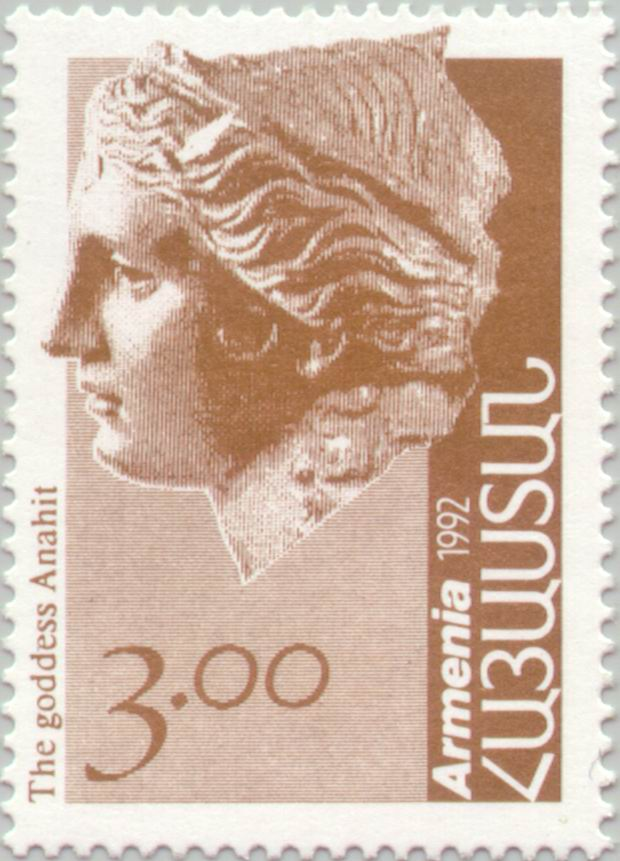
Anahit, Poste arménienne (1992) — bronze conservé au British Museum.

Anahit ou Anahid (en arménien : Անահիտ), est la déesse de la fécondité et de la naissance (comparable à Aphrodite chez les Grecs anciens), de la beauté et de l'eau dans le paganisme arménien. Elle fut aussi la déesse de la guerre à l'époque primitive. Au Ier siècle av. J.-C., elle était une des deux figures principales du panthéon arménien avec Mithra.

## Présentation
L'historien Berossus identifie Anahit à Aphrodite, alors que les scribes arméniens du Moyen Âge l'identifiaient à Artémis. Le roi Tiridate vénère la grande Dame Anahit, la gloire de notre nation et..., mère de toute chasteté, et fille du grand et vaillant Aramazd. Le culte d'Anahit fut établi à Eriza, Armavir, Artachat et Achtichat. Une montagne du territoire de la Sophène était appelée le trône d'Anahit (Athor Anahta). Le territoire d'Eriza tout entier, l'Akilisène (Ekeghiats), s'appelait Anahtakan Gavar.
Le temple d'Eriza était le plus riche et le plus réputé d'Arménie d'après Plutarque. Lors de l'expédition de Marc Antoine en Arménie, la statue fut mise en pièces par les soldats romains. Pline l'Ancien raconte à ce sujet l'histoire suivante : l'empereur Auguste, invité à dîner par un de ses généraux, demanda à celui-ci s'il était vrai que les destructeurs de la statue avaient été punis par la colère de la déesse. « Non ! » répondit le général, « au contraire, j'ai aujourd'hui la grande chance de vous offrir une partie de la hanche de cette statue en or. » Les Arméniens érigèrent une nouvelle statue en or d'Anahit à Eriza, qui fut vénérée jusqu'à l'arrivée de Grégoire Ier l'Illuminateur. Les festivités annuelles du mois de Nawasard, données en l'honneur d'Anahit, étaient l'occasion de grands rassemblements, où se déroulaient danses, musique, récitals, compétitions, etc. Les malades se rendaient aux temples en pèlerinage demander leur guérison. Le symbole de la médecine céleste arménienne était la tête de bronze de la déesse Anahit, qui se trouve actuellement au British Museum.